# Kubach & Kropp
Livia Kubach (* 1966 in Bad Münster am Stein) und Michael Kropp (* 1960 in Köln) sind ein deutsches Bildhauer-Ehepaar. Sie leben und arbeiten gemeinsam in Bad Münster am Stein.

## Leben und Werk
Livia Kubach, Tochter des durch seine Buchskulpturen bekannten Bildhauerehepaares Kubach-Wilmsen, studierte an der Kunstakademie Düsseldorf bei Tony Cragg und wurde 1995 Meisterschülerin von Günther Uecker. Ihr Mann Michael Kropp studierte Pädagogik in Köln, ist Musiker und als Bildhauer Autodidakt und „hochbegabter Praktiker.“
Kubach & Kropp widmen sich dem Stein als Hauptmaterial, bevorzugt Gabbro und Granit aus unterschiedlichen Regionen der Erde. Anstelle von Material und Masse werden neben Oberflächenstrukturen und Farbe zunehmend Leere, Licht, Schatten zu bestimmenden Gestaltungselementen. Verschiedene Steinsorten werden kombiniert, verschiedene Teile durch Bohrkerne miteinander verbunden. Die Steinskulpturen leben vom Licht: der Positionswechsel des Betrachters oder der Lichtquelle verändern die Werke permanent.

## Ausstellungen (Auswahl)
- 1992: Galerie Annelie Brusten, Wuppertal
- 1997: Galerie Promotion des Arts Contemporains, Gesves, Belgien
- 1999: Schlossparkmuseum und Römerhalle, Bad Kreuznach
- 2004: Orgel ART Museum, Windesheim
- 2008: Märkisches Museum, Witten

## Werke in öffentlichen Sammlungen
- Bad Kreuznach, Schlossparkmuseum
- Bad Münster am Stein, Steinskulpturenpark
- Biebelsheim, Kirche St. Martin
- Eschborn-Niedereschbach, Skulpturenpark, Stein des Lichts
- Oldenburg, Artothek der Stadt Oldenburg
- Pirmasens, Skulpturenweg Rheinland-Pfalz
- Recklinghausen, Kirche St. Barbara
- Santa Fe (New Mexico, USA), Chiaroscuro Sculpture Garden
- Waldenbuch, Museum Ritter
- Windesheim, Orgel ART Museum

## Bibliografie
- Kubach & Kropp – Steinskulpturen. Ausst.-Kat. Der Galerie Regio, Freiburg, 1998
- Kubach & Kropp – Steine für die Stille. Ausst.-Kat. Der Galerie Hennemann, Bonn, 2002
- Kubach & Kropp – Steinskulpturen. Ausst.-Kat. Der Galerie Winter, Wiesbaden, 2005
- Kubach & Kropp – Skulpturen in Stein. Hrsg. von Wolfgang Zemter. Witten, 2009